# Dan-Issa
Dan-Issa è un comune rurale del Niger facente parte del dipartimento di Madarounfa nella regione di Maradi.